# قامات لتوثيق النضال الفلسطيني
قامات هي مؤسسة وطنية أهلية تطوعية غير ربحية تعنى بتوثيق تجارب النضال الفلسطيني من خلال إنتاج أفلام وثائقية ومواد بصرية متنوعة وجمع وثائق وأرشيفات نادرة. إنطلقت رسميًا في شهر نيسان/أبريل 2017 برئاسة أنس الأسطة.

## رؤيتها ورسالتها
تهتم قامات بالموروث النضالي الوطني، وتوثيقه وتسجيله عبر منهجيات موضوعية وعلمية وإبداعية من شأنها عكس صورة مشرفة عن نضالات أبناء شعب فلسطين في الوطن والشتات، وتعزيز الوعي الجمعي لدى الأجيال الناشئة حول هذه الشخصيات النضالية وحماية رواياتها الصادقة من الضياع والتلاشي.
وتسعى المؤسسة إلى بناء جيل واعي لنضالات المناضلين ومسيرتهم من خلال توثيق قصصهم ؛ بالإعتماد على أدوات ومنصات إعلامية حديثة، وتكريس حالة من الإنتماء والتضامن مع التجارب النضالية في كافة المحافل العربية والعالمية.

## تأسيسها
بدأت فكرة قامات من خلال تجربة توثيقية لأسير قضى 17 عاماً في سجون الإحتلال الإسرائيلي بعد عملية "الشاحنة والسيف" التي نفذها الأسير سمير الأسطة في مخيم عسكر بمدينة نابلس، وكانت من أوائل عمليات دهس الجنود الإسرائيليين، وبعد 27 سنة وجد مقطع مصور بالصدفة له. تبين أن هناك آلاف التجارب مثل تجربة الأسير الأسطة التي بحاجة للتوثيق، لحفظ الإرث النضالي للمقاومين الذين كان لهم دور بارزفي مسيرة النضال الوطني.
تُعد "قامات" المؤسسة الشبابية الأولى من نوعها لتوثيق النضال الفلسطيني عن طريق الأفلام الوثائقية، بهدف حماية الموروث النضالي وإتاحة الفرصة للأجيال الناشئة للاطلاع على تاريخ النضالات والتجارب التي مرت خلال الثورة الفلسطينية.

## أهدافها
للمؤسسة مجموعة من الأهداف من أهمها:
- أن تكون المؤسسة توعوية وقوية من ناحية إنصاف المناضلين الفلسطينيين، الذين لهم دور وتجربة عظيمة في النضال الفلسطيني.
- جمع الإرشيف لكل المناضلين.
- تجهيز متحف إفتراضي للمؤسسة، يحتوي على جميع أعمال المؤسسة أو ما يتم إنتاجه مع المؤسسات الأخرى.

## إنجازاتها
أنتجت المؤسسة عدد من الأفلام الوثائقية وقد حصل فيلم هل تراني للمخرج عبد الله معطان على جائزة لجنة التحكيم بمهرجان صور السينمائي الدولي في لبنان حيث تنافس في هذا المهرجان حوالي 52 من الأفلام القصيرة من مختلف دول العالم، وحصل فيلم أطفال الأر بي جي على جائزة الأفلام الوثائقية في مهرجان صور السينمائي. وخلال السنة الأولى أنتجت المؤسسة العديد من الأفلام منها:
- فيلم بعنوان "كأنها الآن".
- فيلم "كفاح" الذي يعرض قضية المناضلة كفاح عفيفي التي التحقت بصفوف المناضلين منذ طفولتها.
- فيلم "أكبر من ذرة" يستعرض حياة عالم الذرة الفلسطيني منير نايفة.
- فيلم "أنا عائد" الذي تطرق لمعاناة الأسير المحرر المبعد إلى سوريا أحمد أبو سعود.
- فيلم "الوضوح المبين" الذي يوثق تجربة الأسير علي حنون.
- فيلم "وشاح للثورة" والذي يجسد حياة المناضلة أم جبر وشاح من غزة.
- فيلم "أطفال الأر بي جي" والذي يوثق مرحلة حرب لبنان عام 1982.
- فيلم "استرداد مؤجل" الذي يوثق معاناة أهالي الشهداء الفلسطينيين الذي يحتجز الإحتلال جثامينهم.